# Baumkirchner Straße
De Baumkirchner Straße (L224) is een 2,47 kilometer lange Landesstraße (lokale weg) in het district Innsbruck Land in de Oostenrijkse deelstaat Tirol. De weg is een zijweg van de Tiroler Straße (B171) en zorgt voor een verbinding vanaf deze weg met Baumkirchen (593 m.ü.A.).